# Marikina Heights

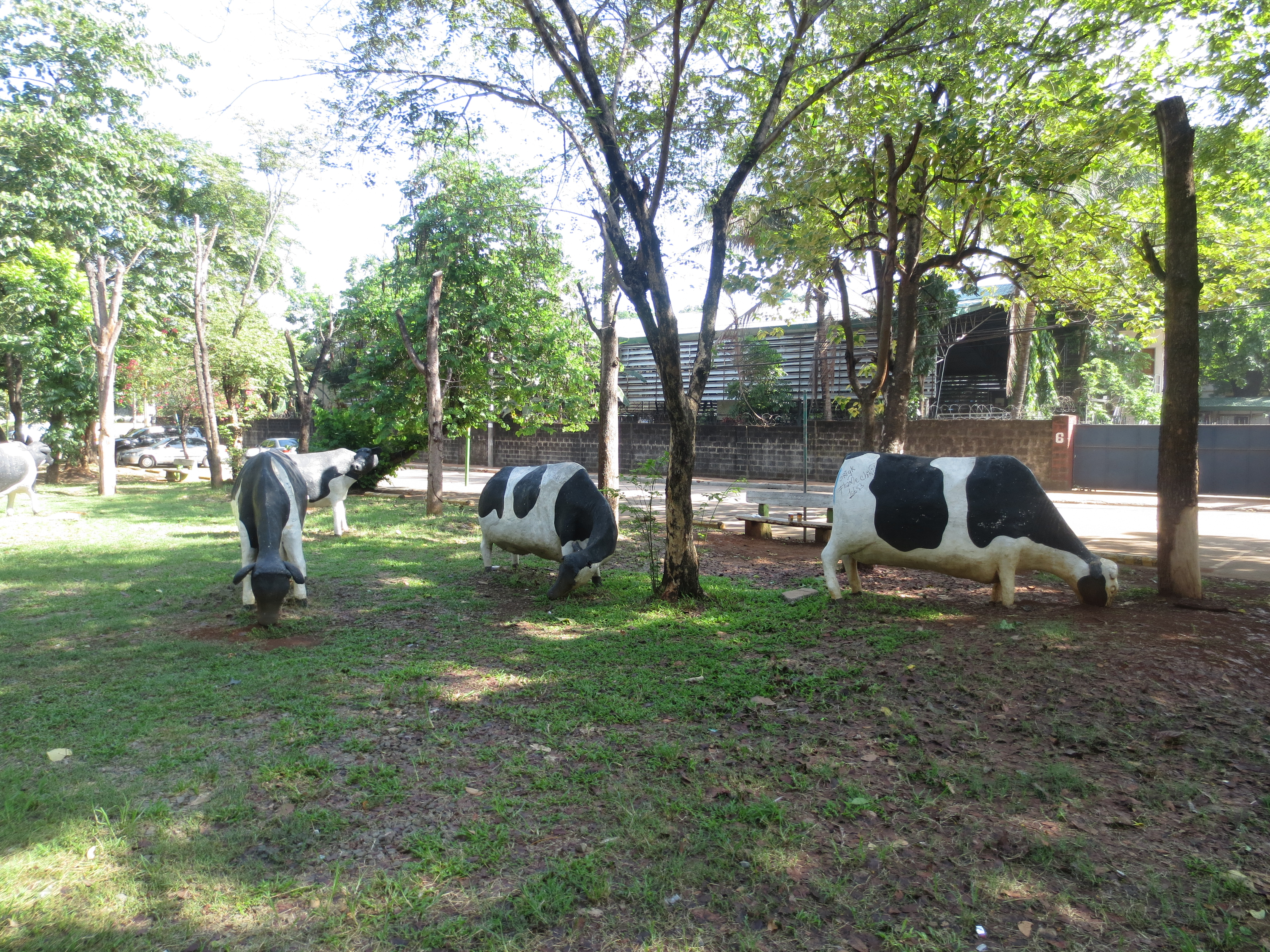
Kuh-Skulpturen im Evolution Park als Gedenken für die einstige Hacienda (2014)

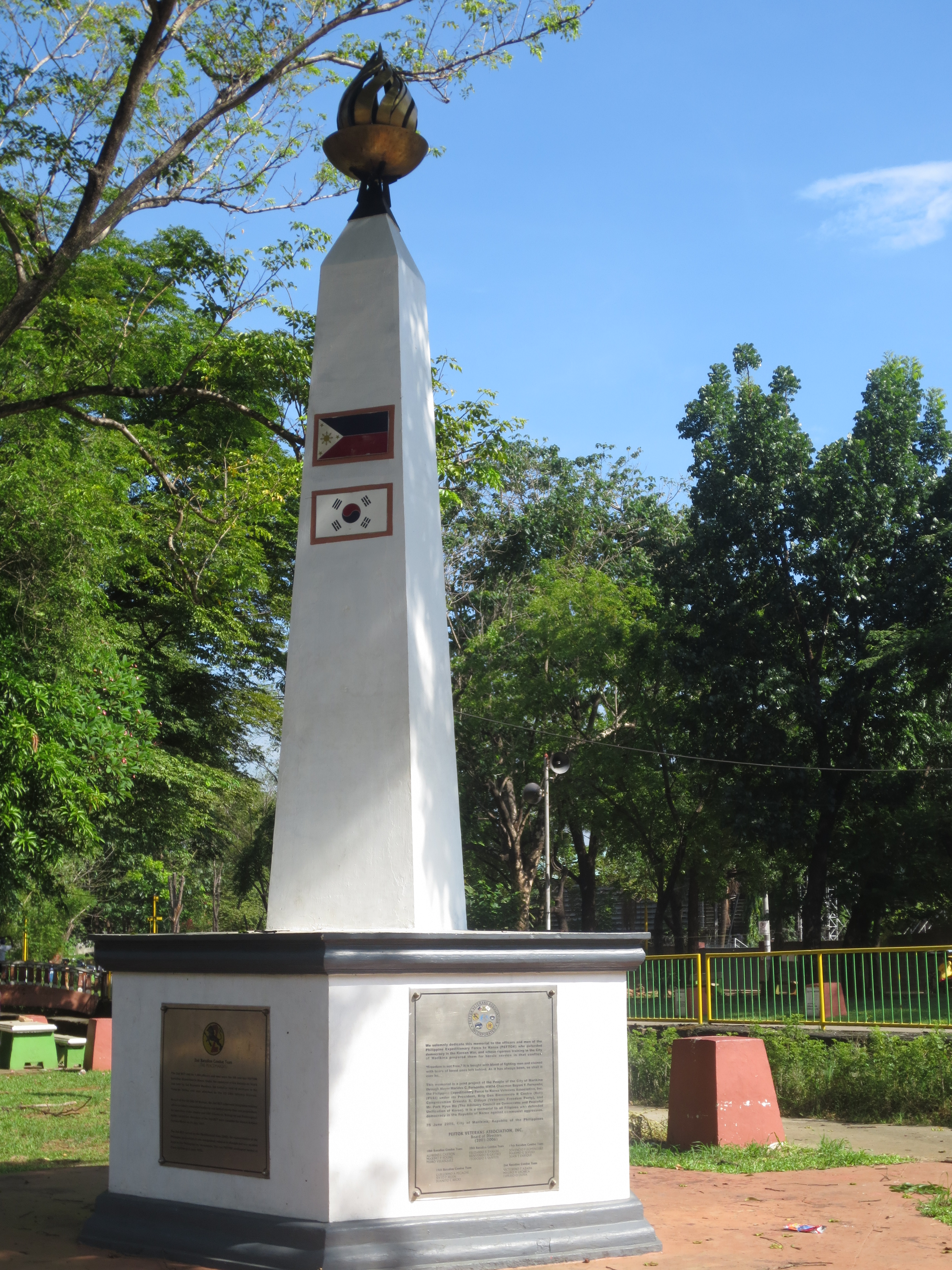
Denkmal für die philippinischen Gefallenen des Koreakrieges im Evolution Park (2014)

Marikina Heights ist einer der Barangays von Marikina City auf den Philippinen. Das Gebiet ist 184,16 Hektar groß. Einst eine private Hacienda, hat das Gebiet heute 35.416 Einwohner (Stand: 2010).

## Geschichte
Während der japanischen Besetzung im Zweiten Weltkrieg diente das Gebiet als wichtiger Militärstützpunkt. Die japanischen Streitkräfte legten auf dem Areal unterirdische Tunnel an, welche zu den Flugplätzen von Paliparan, Sto. Nino und Concepcion führten. Einer dieser Tunnel liegt heute unter dem Polizeirevier entlang der Bayan-Bayanan-Avenue.
Da das dortige Terrain dem des Hochlands Südkoreas ähnelt, wurde das Gebiet als Truppenübungsplatz für philippinische Soldaten vor ihrem Kampfeinsatz im Koreakrieg genutzt. Dies brachte ihm den Spitznamen „Mari-Korea“ ein.
Das Gebiet diente als Vieh- und Weideland für Kühe, Carabaos, Ziegen und Pferde. Die Familie Tuason, der das Land gehörte, errichtete darauf eine Milchfarm. In den späten 1950ern wuchs das Areal an, da sich die Familie Tuason dazu entschloss, ihren Landbesitz in die Marikina-Heights-Trabantenstadt zu entwickeln. Marikina Heights wurde am 2. April 1978 von Präsident Ferdinand Marcos auf Dekret 1489 hin, ein weiterer Barangay von Marikina City.